# Direct Rendering Manager
Der Direct Rendering Manager (abgekürzt DRM) ist ein Hardware-spezifisches Kernel-Modul (Treiber), der auch ohne einen X-Server wie X.org-Server Zugriff auf den Speicher (DMA, AGP) der Grafikkarte gewährt. Außerdem stellt der DRM sicher, dass die definierten Sicherheitsregeln eingehalten und die Zugriffe auf die Hardware verwaltet werden. DRM ist ein Teil der Direct Rendering Infrastructure (DRI).

## Was macht der DRM
Der DRM unterstützt die DRI in dreierlei Hinsicht:
1. Da immer mehrere Instanzen der DRI um den direkten Zugriff auf die (Grafik-)Hardware „streiten“, ist es wichtig, diese Zugriffe zu verwalten und zu synchronisieren. Sonst könnte es zu Situationen kommen, in denen zwei Direct-Rendering-Instanzen versuchen, gleichzeitig auf die Hardwareressourcen zuzugreifen. Das könnte zu ungewollten Ergebnissen führen.
 Der DRM stellt dafür „lock-per-hardware“ zur Verfügung.
2. Der DRM bietet einen Zugriffsmechanismus auf den Speicher, der ähnlich zu /dev/mem ist und so zur Sicherheit beiträgt. Denn der X-Server läuft normalerweise unter root, während dies für die Clientinstanzen nicht zutrifft. Außerdem sind direkte Zugriffe auch gar nicht erwünscht (siehe auch erster Punkt). Allerdings sind diese Zugriffe in drei Punkten eingeschränkt:
  - Es wird einer Instanz nur Zugriff auf die Mechanismen gewährt, wenn die Instanz mit dem X-Server verbunden ist (xauth).
  - Eine Direct-Rendering-Instanz erhält nur dann Zugriff auf den Speicher, wenn sie Zugriff auf /dev/drm? hat. Die Zugriffsrechte können nur von root geändert werden (dies geschieht im Allgemeinen über die X-Server Konfigurationsdatei).
  - Außerdem kann eine solche DRI-Instanz nur dann auf den Speicher zugreifen, wenn der Server dies erlaubt. Der Server kann auch nur Lesezugriffe erlauben.
3. Der DRM verwaltet per Graphics Execution Manager (GEM) oder TTM den Grafikspeicher
4. Außerdem stellt der DRM eine generische Zugriffsmöglichkeit für DMA zur Verfügung.

## libdrm

Zugriff auf den Direct Rendering Manager mit libdrm

## Entwicklung
So wie die Direct Rendering Infrastructure selber, unterliegen auch ihre Komponenten einer steten Weiterentwicklung.
- Linux-Kernel Version 3.11 vom 2. September 2013 beinhaltete größere Änderungen am DRM.[3]

- In den Linux-Kernel 3.12
  - wurde freedreno aufgenommen[4]
  - wurden die Grafikfunktionen des DRM und des KMS (Kernel-mode setting), siehe Mode-Setting, getrennt
  - wurde eine experimentelle Implementation von „Render-Nodes“ in den Direct Rendering Manager integriert.[5][6][7][8][9]

Durch die neuen Render-Nodes können Anwendungen über mehr als einen Knotenpunkt im Linux-Kernel auf Grafikeinheiten, auch auf mehrere, zugreifen. Vorher durfte lediglich eine Anwendung, etwa der Displayserver, KMS vornehmen, und das nur mit Root-Rechten. Render-Nodes stellen eine API, über die userspace nicht-privilegierte GPU-Befehle ausführen lassen können, etwa für GPGPU.